# Panaropsis
Panaropsis is een geslacht van vlinders uit de familie van de prachtvlinders (Riodinidae), onderfamilie Riodininae.
Panaropsis werd in 2002 voor het eerst wetenschappelijk beschreven door Hall.

## Soorten
Panaropsis omvat de volgende soorten:
- Panaropsis elegans (Schaus, 1920)
- Panaropsis inaria (Westwood, 1851)
- Panaropsis semiota (Bates, H, 1868)
- Panaropsis thyatira (Hewitson, 1853)